# Mary Chaplin
Pour les articles homonymes, voir Chaplin (homonymie).
Mary Chaplin, née le 13 août 1963 en Picardie, est une artiste peintre française. Depuis 2005, elle réalise des œuvres de style non-figuratif et figuratif.

## Œuvre
Mary Chaplin est une peintre luministe à l’œuvre diversifiée, oscillant entre figuratif et abstrait, et aux techniques mixtes.

## Expositions, prix
- 2003 - Grand Prix du Pastel (Académie des sciences, des lettres et des arts d'Amiens, Somme)
- 2004 - Première exposition personnelle : Siège social, entreprise Barbara, Arcueil, invitée dans le cadre des actions de Mécénat de l’entreprise Barbara
- 2005 - Exposition personnelle, Galerie Wallet Fouque, Amiens
- 2005 - Juillet, Pourville-sur-Mer, prix du Pastel, mention spéciale du Jury
- 2007 - Exposition Galerie The Friars à Canterbury, Angleterre
- 2008 - Exposition Galerie d’Art Dominium, Beersel (Bruxelles, Belgique)
- 2010 - Exposition « Rencontre : Lumières et Matières » au musée Lombart, Doullens, organisée par la Ville de Doullens et le conseil régional de Picardie
- 2011 - Août : exposition à la galerie Manna Kunsthuis à Bruges (Belgique)[2]
- 2013 – Juillet-août : invitée d’honneur du Salon des arts au manoir de Briançon de Criel-sur-Mer (Seine-Maritime) dans le cadre du festival Normandie impressionniste 2013[3]
- 2013 - Exposition galerie Balastra, Namur, Belgique[4]
- 2015 - Exposition personnelle Galerie Artitude, Village Suisse Paris[5]
- 2015 - Partenariat, Galerie Francis Iles, Rochester (Angleterre)
- 2015 – Finaliste pour le concours The Healing Power of Art, Manhattan Art International, New York[6]
- 2015 – Exposition Pékin avec le Centre d'art chinois d’Aunay, Pékin, Chine
- 2015 - Exposition Galerie Saphira & Ventura New York en partenariat avec la Galerie Artitude, Paris
- 2015 - 1er prix du Jury au concours de la Galerie Blanche à la maison de Bonnard à Vernon[7]
- 2021 - Exposition personnelle "Permanences de l'éphémère" : Rétrospective consacrée au travail abstrait de l'artiste, Abbaye de Saint-Riquier[8]